# التويم (حماة)
التويم قرية سورية تتبع ناحية مركز حماة في منطقة مركز حماة في محافظة حماة. بلغ عدد سكانها 1428 نسمة في عام 2004 حسب إحصاء المكتب المركزي للإحصاء.
وتقع القرية على طريق حماه مصياف بالقرب من قرية أم الطيور وتبعد عن حماه حوالي 25 كيلومترا 
ويعتمد معظم سكان هذه القرية على زراعة الأراضي وتعتبر من أهم القرى التي تنتج زيت الزيتون الاصلي في ريف حماه ويعتمد القسم الباقي من السكان على وظائفهم في الدولة وقد بلغ عدد سكان القرية في العام 2016 أكثر من 2000 نسمة.

## وصلات خارجية
- الوحدات الإدارية في محافظة حماة